# Квинт Фабий Бутеон (квестор)
Квинт Фабий Бутеон (на латински: Quintus Fabius Buteo) е политик на Римската република.

## Биография
Произлиза от род Фабии, клон Бутеони. Син е на Квинт Фабий Максим Емилиан, братът на Публий Корнелий Сципион Емилиан Африкански. Баща му е осиновен от Квинт Фабий Максим (претор 181 пр.н.е.), внук на Квинт Фабий Максим „Кунктатор“, Верукоз, победителят на Ханибал.
Квинт Бутеон е квестор през 134 пр.н.е. Той е изпратен от чичо си Сципион от Рим с 4000 волунтери да участва в Нумантинската война.